# Bathycongrus vicinalis
Bathycongrus vicinalis és una espècie de peix pertanyent a la família dels còngrids.

## Descripció
- Pot arribar a fer 46,2 cm de llargària màxima.
- Nombre de vèrtebres: 168-176.[6][7]

## Hàbitat
És un peix marí i batidemersal que viu entre 101 i 503 m de fondària.

## Distribució geogràfica
Es troba a l'Atlàntic occidental central: des de l'est del golf de Mèxic fins a la desembocadura del riu Amazones, incloent-hi les Bahames i les Índies Occidentals.

## Observacions
És inofensiu per als humans.